# Pelochrista agrestana
Pelochrista agrestana är en fjärilsart som beskrevs av Treitschke 1830. Pelochrista agrestana ingår i släktet Pelochrista och familjen vecklare. Inga underarter finns listade i Catalogue of Life.